# Świątynia Karni Maty
Świątynia Karni Maty (hindi: करणी माता मंदिर, trb.: Karni Mata mandir, trl.: Karaṇī Mātā mandira) – świątynia hinduistyczna znajdująca się w miejscowości Deśnok (ang. Deshnoke) w stanie Radżastan w zachodnich Indiach. Świątynia słynie z żyjących tam około 20 000 szczurów śniadych, uznawanych za święte, skąd bierze się jej przydomek „Świątynia Szczurów”. Jej patronką jest Karni Mata, ascetka z XIV wieku .

## Świątynia

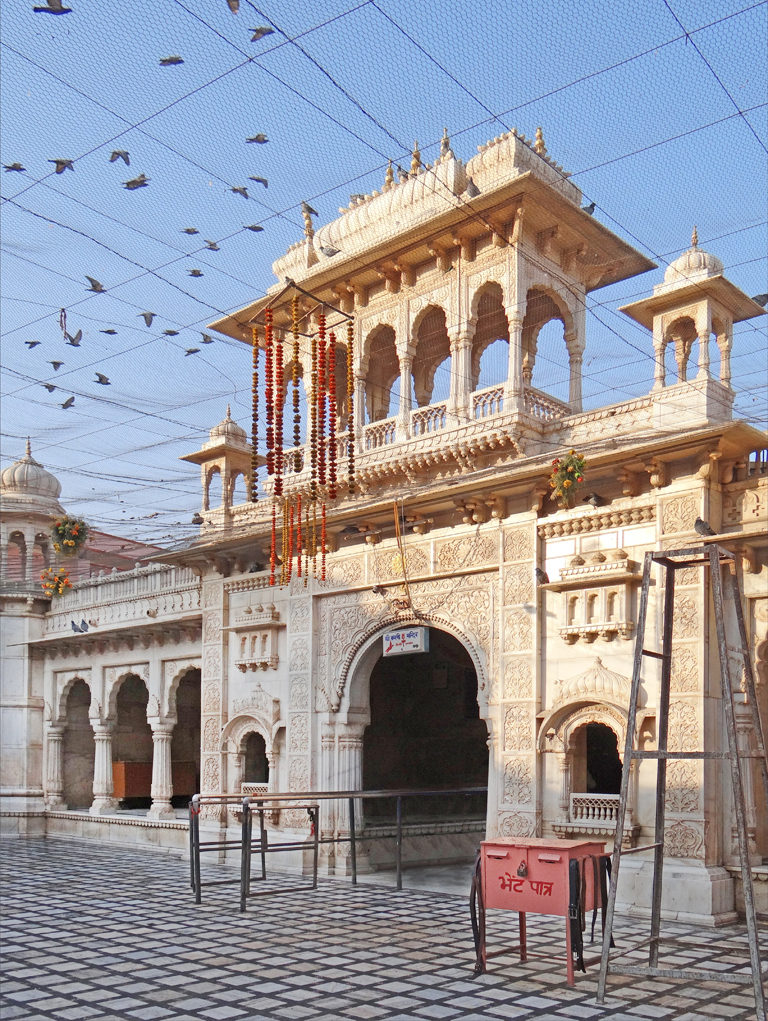
Wejście do świątyni widziane od strony dziedzińca

Świątynia Karni Maty znajduje się w miejscowości Deśnok, 30 km od Bikaneru w Radżastanie. Została założona w XV wieku. Ma bogato zdobione srebrne wrota i marmurową fasadę. Nad dziedzińcem rozpięta jest siatka, która chroni szczury przed ptakami drapieżnymi. W świątyni znajduje się posąg bogini Karni Maty dzierżącej trójząb i otoczonej przez szczury, oraz wizerunki jej i  sióstr i sióstr bogini Awadi Maty.

## Kult religijny
Karni Mata była postacią historyczną – indyjską nauczycielką religijną, która urodziła się w 1387 roku naszej ery. Była ascetką, uznawaną za cudotwórczynię, dbała o poprawę życia biednych i doradzała władcom Bikaneru. Została uznana za wcielenie bogini Durgi. W świątyni dwa razy do roku, w miesiącach wajśakha (od połowy kwietnia do połowy maja) i karttika (od połowy października do połowy listopada), organizowane jest święto na jej cześć.

## Szczury w świątyni

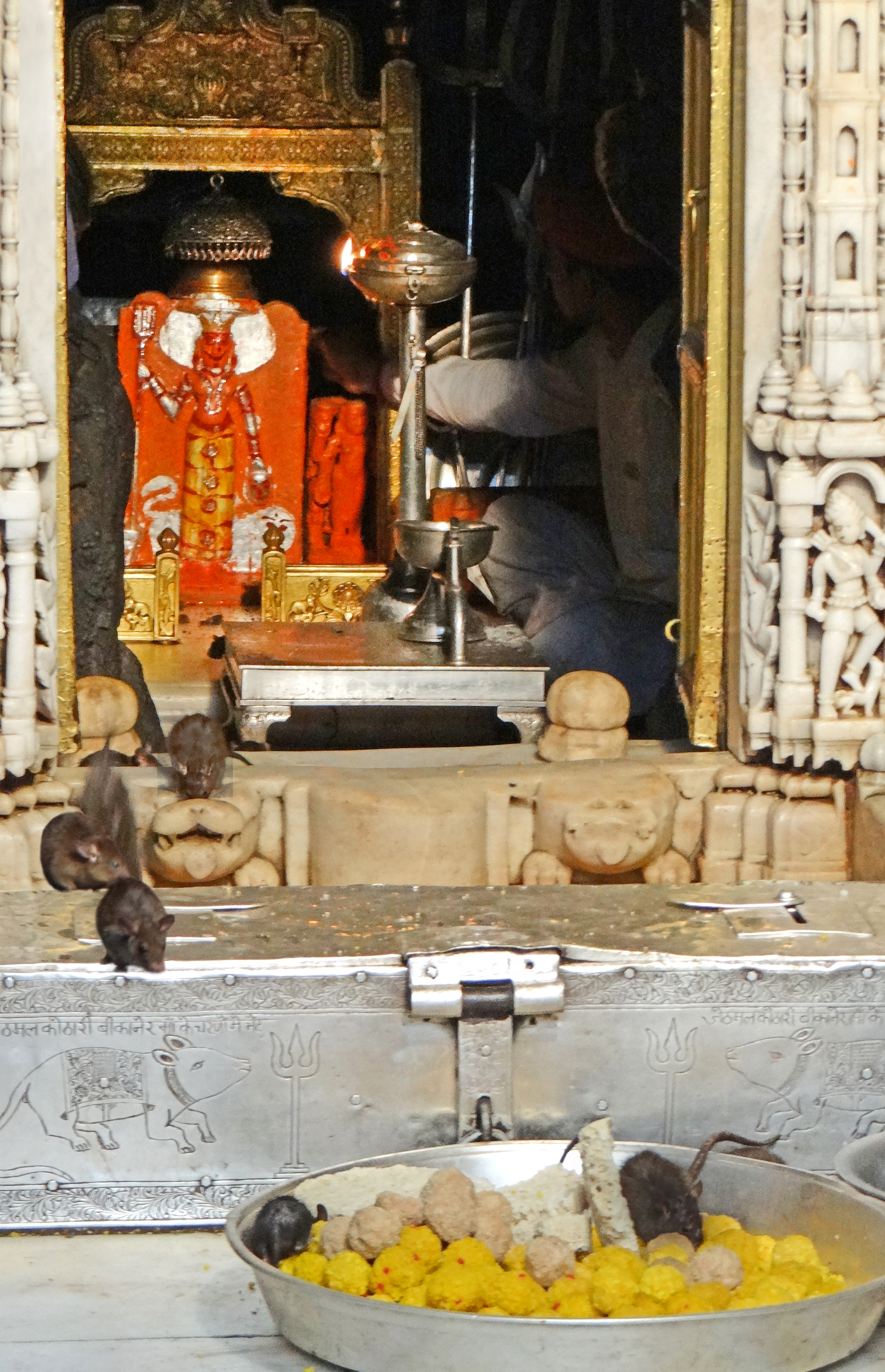
Posążek bogini i święte szczury

Według legendy Karni Mata, gdy zginął jej przybrany syn (istnieją też inne warianty: syn, krewny lub chłopiec z kasty Ćaranów), poprosiła boga Jamę, aby przywrócił go do życia. Bóg jednak nie mógł tego uczynić, gdyż chłopiec zdążył już reinkarnować jako szczur. Jama przyrzekł (lub Karni wymogła na nim przyrzeczenie), że Ćaranowie nie będą trafiać do jego zaświatów, ale będą wcielać się w szczury, aż powrócą do ludzkiej postaci. Z tego względu zwierzęta są otoczone opieką i kultem, jako wcielenia przodków.
Istnieje też inna legenda, według której z armii toczącej bitwę w pobliżu Deśnok zbiegli żołnierze, którzy błagali o ochronę bogini. Dezercja była karana śmiercią. Karni Mata dała się ubłagać i pod warunkiem, że będą jej wiernie służyć, przemieniła uciekinierów w szczury.

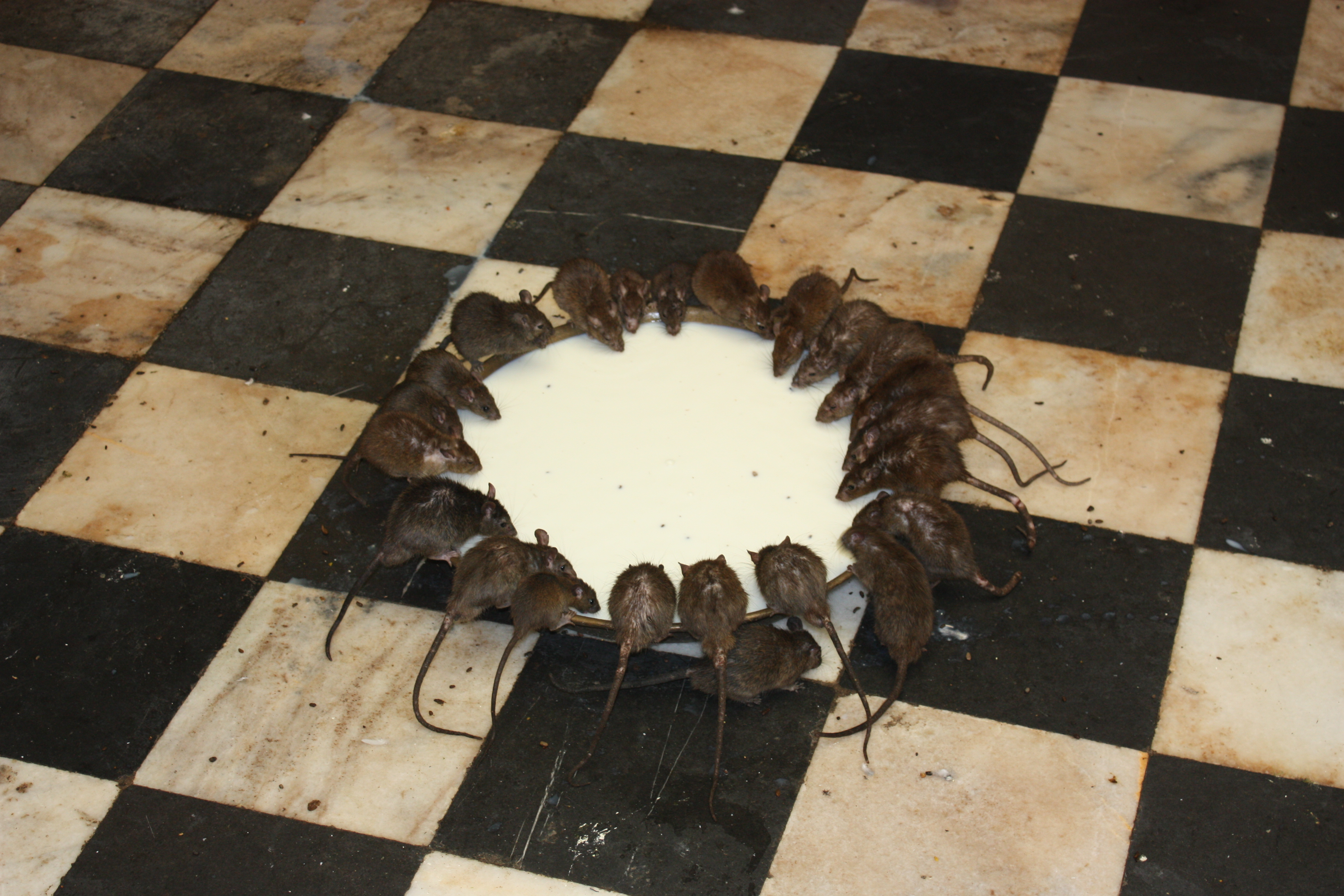
Szczury pijące ofiarowane im mleko

Obecnie święte szczury, zwane kabas, są otoczone kultem i opieką, a do świątyni pielgrzymują wierni. Wchodzący muszą poruszać się po terenie świątyni bez obuwia. Kapłani i pielgrzymi karmią gryzonie mlekiem i ziarnem, i ofiarowują prasadam; pokarm napoczęty przez szczura jest uznawany za pobłogosławiony. Nieliczne białe szczury obecne w świątyni są uznawane za wcielenia mistyków i sadhu, a ich ujrzenie ma przynosić szczęście. Jeżeli któryś ze szczurów zostanie przypadkiem zabity przez odwiedzającego, musi on ufundować posążek gryzonia ze srebra lub złota.